# Akosua Serwaa
Akosua Serwaa (Kumasi, 3 januari 1981) is een atleet uit Ghana.
Op de Wereldkampioenschappen atletiek 2003 werd Seraa zevende.
Op de Olympische Zomerspelen van Athene in 2004 liep Serwaa de 800 meter. Met een tijd van 2:03,96 kwam ze niet voorbij de kwalificatie-serie.

## Persoonlijk record
| Onderdeel | Resultaat | Jaar |
| --------- | --------- | ---- |
| 200 meter | 25.20     | 2002 |
| 400 meter | 54.27     | 2004 |
| 800 meter | 1:59.60   | 2004 |

| Onderdeel | Resultaat | Jaar |
| --------- | --------- | ---- |
| 400 meter | 56.10     | 2004 |
| 800 meter | 2:04.61   | 2004 |

- World Athletics: 14280470